# Aeroporto di Trebisonda
L'aeroporto di Trebisonda è un aeroporto sito nelle vicinanze della città di Trebisonda nella regione orientale del Mar Nero in Turchia. Nel 2011 ha registrato un traffico di 2.266.793 passeggeri, per il 96% su rotte nazionali. Nel 2009 l'aeroporto di Trebisonda era il IX in termini di passeggeri e ed l'VIII per il traffico nazionale in Turchia.

## Statistiche sul traffico
| Anno | Nazionali | % differenza | Internazionali | % differenza | Totale    | % differenza |
| ---- | --------- | ------------ | -------------- | ------------ | --------- | ------------ |
| 2011 | 2,177,558 | 15.0%        | 89,235         | 32.0%        | 2,266,793 | 15.0%        |
| 2010 | 1,895,600 | 24.0%        | 67,568         | 4.0%         | 1,963,168 | 23.0%        |
| 2009 | 1,531,780 | 10.9%        | 65,125         | 26.7%        | 1,596,905 | 8.7%         |
| 2008 | 1,380,926 | 1.2%         | 88,787         | 3.7%         | 1,469,713 | 0.9%         |
| 2007 | 1,397,175 |              | 85,585         |              | 1,482,760 |              |